# 肖恩·威廉姆斯
肖恩·布莱恩·威廉斯（英語：Shawne Brian Williams，1986年2月16日—），美国职业篮球运动员。
威廉斯出生于田纳西州孟菲斯，2005年进入孟菲斯大学。2006年，威廉斯参加NBA选秀，于第一轮第17位被印第安纳溜馬队选中。

## 大學生涯
2005-06賽季，威廉斯在孟菲斯大學一年級時，場均得到13.2分和6.2個籃板，同時還有1.4次搶斷和蓋帽，共出場36次，其中首發34次。領先所有合眾國聯盟新生。威廉斯在美國聯盟錦標賽的三場比賽中平均每場得到18.0分和6.7個籃板，並被評為錦標賽MVP。他還可以打後衛位置。

## 職業生涯
威廉斯於2006 年7 月6 日與印第安納溜馬簽約。 2008 年10 月10 日，威廉斯被交易至達拉斯小牛隊，換取埃迪·瓊斯、兩個首輪選秀權和現金。
2010 年 1 月 11 日，小牛隊將他和克里斯·亨弗里斯交易給新澤西網隊，換來愛德華多·納胡拉 (Eduardo Nájera)。 四天後，籃網隊裁掉威廉斯。2010年9月23日，紐約尼克以一年合約簽下威廉斯。威廉斯在紐約度過了他最好的一個賽季，場均能拿下7.1分外帶0.8次火鍋，作為替補球員發揮了關鍵作用，幫助了尼克隊順利進入 2011 年 NBA 季後賽。
2011 年 12 月 15 日，紐澤西籃網隊與威廉斯簽訂了為期兩年的合約，擊敗了紐約尼克隊的報價。 2012 年3 月15 日，籃網隊將威廉斯、梅米特·奧庫和2012 年首輪選秀權交易給波特蘭拓荒者，換來經驗豐富的小前鋒傑拉德·華萊士。拓荒者隊在未來以該首輪籤選入達米安·利拉德。此外，威廉斯從未代表波特蘭參加過一場比賽。
2013年，威廉斯加盟隸屬中國全國男子籃球聯賽的广州六穗。同年九月，與洛杉磯湖人簽約。於2014年1月7日遭揮棄。1月27日，與湖人隊旗下、隸屬於NBA發展聯盟的洛杉磯防禦者簽約。同年2月6日，與湖人隊簽下十日合約。合約到期後，並沒有和湖人隊簽下第二份十天合約。 2014年2月19日，他重新與洛杉磯防禦者簽約。
1. ↑  . NBA.com. 2008-10-10  [2010-12-04].
2. ↑  . NBA.com. 2010-01-11  [2010-01-12].
3. ↑  . NBA.com. 2010-01-15  [2010-12-04].
4. ↑  . NBA.com. 2010-09-23  [2010-12-04].
5. ↑  . nydailynews.com. 2011-12-17  [2011-12-17].
6. ↑  . www.nba.com.
7. ↑  . January 7, 2014.
8. ↑  McMenamin, Dave. . ESPN.com. January 8, 2014. （原始内容存档于January 9, 2014）.
9. ↑  . NBA.com.
10. ↑  . www.nba.com.